# Ledce (ort i Tjeckien, Södra Mähren)
Ledce är en ort i Tjeckien.   Den ligger i regionen Södra Mähren, i den sydöstra delen av landet, 190 km sydost om huvudstaden Prag. Ledce ligger 208 meter över havet och antalet invånare är 221.
Terrängen runt Ledce är platt.Runt Ledce är det ganska tätbefolkat, med 155 invånare per kvadratkilometer. Närmaste större samhälle är Brno, 16,4 km norr om Ledce. Trakten runt Ledce består till största delen av jordbruksmark.